# Liste der Mitglieder der National Academy of Sciences/1882
Im Jahr 1882 wählte die National Academy of Sciences der Vereinigten Staaten von Amerika eine Person zu ihrem Mitglied.

## Neugewähltes Mitglied
- Ira Remsen (1846–1927)